# Renault Magnum
 Denne artikel omhandler en lastbil. For andre betydninger af ordet Magnum, se Magnum.
Renault Magnum, introduceret under navnet Renault AE Magnum (ordet "AE" bortfaldt senere), er en lastbilserie fra Renault Trucks.
Modelserien blev introduceret i 1990 som den tungeste lastbilserie fra den franske fabrikant. Dermed var den efterfølgeren for Renault R-serien, som dog fortsatte sideløbende med Magnum frem til introduktionen af den lettere Renault Premium i 1996.
Renault Magnum rådede over et i europæisk lastbilbyggeri fuldstændig nyt koncept. Førerhuset var komplet adskilt fra motorrummet og var forsynet med et gulv uden motortunnel. Gennem opdelingen blev vibrationerne væsentligt dæmpet. Også optisk var førerhuset adskilt fra resten af køretøjet. 
Motoriseringen begyndte oprindeligt ved 390 hk. Derudover fandtes der motorer på 400, 440 og 480 hk, og senere kun motorer på 460 og 500 hk. I 2011 omfattede programmet tre ydelsestrin, 440, 480 og 520 hk. Den aktuelle motorserie DXi13 stammer fra Volvo, som også bruger den i den aktuelle version af Volvo FH. Alle motorerne er og var sekscylindrede dieselrækkemotorer, og slagvolumet er på alle aktuelle modeller 12,8 liter.
I 1991 blev den daværende Renault AE valgt til "Truck of the Year". I 1998 bortfaldt ordet "AE", så modellen fremover kun hed Renault Magnum. Større facelifts fandt sted i 1998, 2002 og 2010, samtidig blev også indretningen af førerhuset komplet modificeret.
Alle modeller har som standard en 16-trins manuel gearkasse fra ZF, men kan også fås med automatgearkasse som ekstraudstyr.